# Jakob Mehling
Jakob Mehling (* 8. Juli 1853 in Wernfeld, heute Gemünden am Main; † 24. Oktober 1905 in Kirchschönbach, heute Prichsenstadt) war zwischen 1899 und 1904 Landtagsabgeordneter der Liberalen Vereinigung in der Kammer der Abgeordneten im Bayerischen Landtag.

## Leben und Wirken
Jakob Mehling wurde am 8. Juli 1853 in Wernfeld geboren, das zu diesem Zeitpunkt Teil des unterfränkischen Bezirksamtes Lohr am Main war. Mehling wuchs in einer katholischen Familie auf und bezeichnete sich später selbst ebenfalls als Katholik. Er wurde, wohl in der Kreisstadt Würzburg, zum Volksschullehrer ausgebildet und trat dann die Stelle des Lehrers in der Gemeinde Kirchschönbach im Bezirksamt Gerolzhofen an. Mehling trat der Liberalen Vereinigung bei, die linksliberale Ziele vertrat.
Nach dem überraschenden Tod des Landtagsabgeordneten Martin Georg Rottmann, der zuvor als Lehrer im Kirchschönbach benachbarten Neuses am Sand tätig war, zog Mehling als Nachrücker in den Landtag ein. Er war damit Abgeordneter des Wahlkreises Kitzingen/Ufr. Als Abgeordneter nahm er an Sitzungen zweier Ausschüsse teil. Zum einen beriet er über den Gesetzentwurf, betreffend Änderung einiger Bestimmungen des Berggesetzes für das Königreich Bayern, zum anderen war er Schriftführer beim Gesetzentwurf über die militärstrafrechtlichen Verhältnisse der Gendarmerie. Jakob Mehling starb am 24. Oktober 1905 in Kirchschönbach und war 1904 aus dem Landtag ausgeschieden.